# الدوري الأيرلندي 1908–09
الدوري الأيرلندي 1908–09 (بالإنجليزية: 1908–09 Irish League)‏ هو الموسم 19 من الدوري الأيرلندي. أشرف على تنظيمه الاتحاد الأيرلندي لكرة القدم، وفاز فيه نادي لينفيلد.